# Darney
Darney este o comună franceză situată în departamentul Vosges, în Lorena, în regiunea Grand Est.

## Geografie

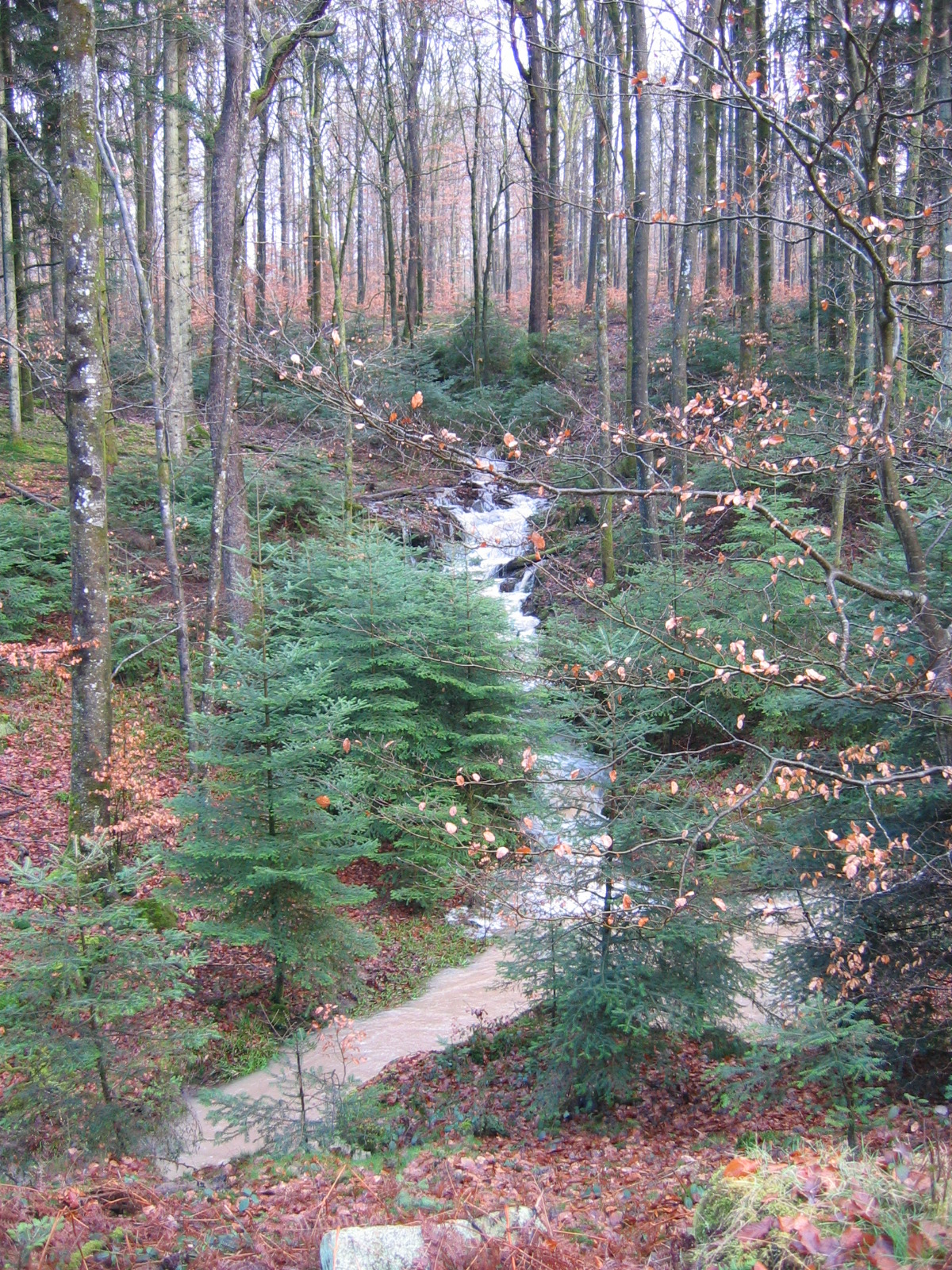
Pădurea Darney.

### Localizare
Darney este situată în Vôgee, construită pe versanții unui promontoriu care domină valea în care își are izvorul Saône.

### Comune limitrofe
| Relanges           | Bonvillet          | Bonvillet |
| Belmont-lès-Darney |                    | Bonvillet |
| Belmont-lès-Darney | Belmont-lès-Darney | Belrupt   |

### Geologie și relief
Comuna este cunoscută pentru remarcabila sa pădure de fagi și stejari.

### Căi de comunicație și transport

#### Drumuri
Orașul Darney se află la 40 km de Épinal, la 20 km de Vittel și la 30 km de autostrada A31.

### Hidrografie

#### Rețeaua hidrografică

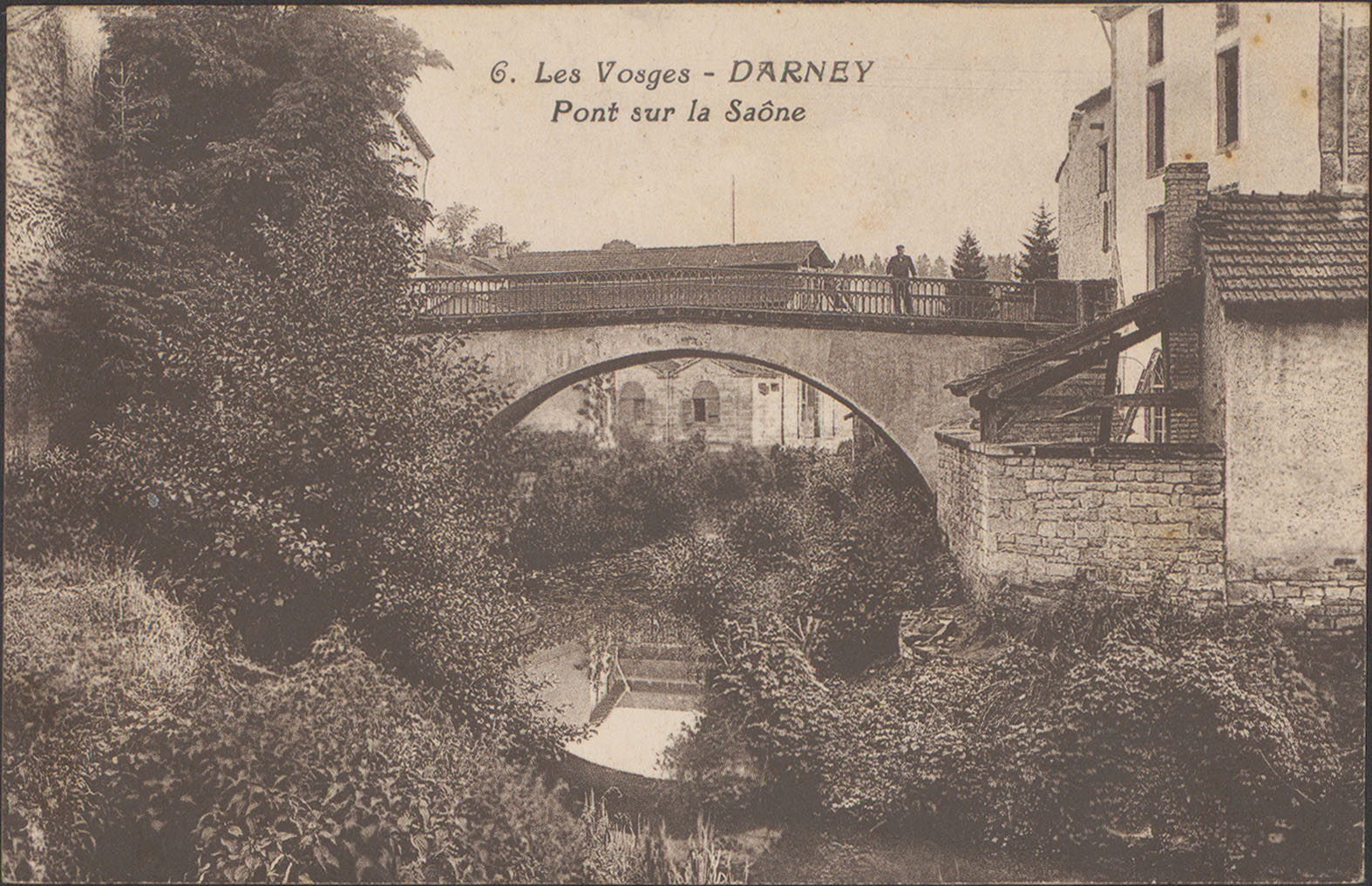
Pod pe Saône.

Comuna este situată în bazinul hidrografic al râului Saône, în cadrul bazinului Rhône-Méditerranée-Corse. Este drenată de râul Saône, pârâul Bois le Comte, Houdrie, pârâul Etang de Belrupt și pârâul Noires Gouttes.
Saône își are izvorul la Vioménil, la poalele Ménamont, în sudul munților Faucilles, la o altitudine de 405 metri. Confluează cu fluviului Rhône la Lyon, la o altitudine de 163 metri, după ce traversează valea Saône.

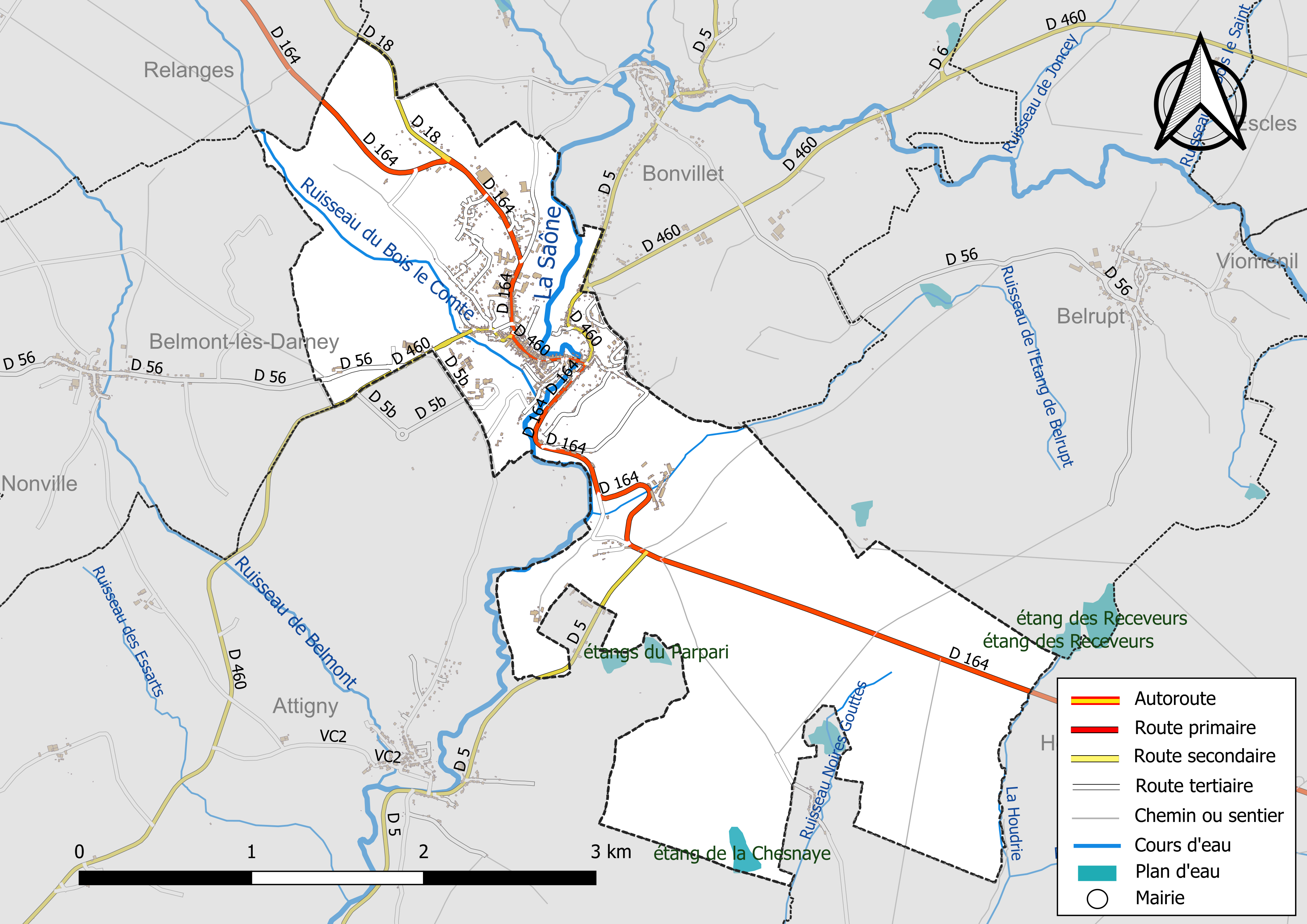
Rețele hidrografice și rutiere Darney.

#### Managementul si calitatea apei
Teritoriul comunei este acoperit de schema de amenajare și de gestionare a apelor (SAGE) „Nappe des Grès du Trias Inférieur”. Acest document de planificare, care include teritoriul din zona de distribuție a apelor din pânza freatică a Grès din Triasicul Inferior (GTI), cu o suprafață de 1.497 km², este în curs de elaborare. Obiectivul urmărit este de a stabiliza nivelurile piezometrice ale pânzei freatice GTI și de a atinge un echilibru între extrageri și capacitatea de reîncărcare a pânzei freatice. Schema trebuie să fie coerentă cu obiectivele de calitate definite în SDAGE Rhin-Meuse și Rhône-Méditerranée. Structura responsabilă pentru elaborarea și implementarea acesteia este consiliul departamental al Vosges.
Calitatea apei și a cursurilor de apă poate fi consultată pe un site dedicat, gestionat de agențiile de apă și de Agenția Franceză pentru Biodiversitate.

### Clima
În 2010, clima comunei este clasificată ca fiind de tip montan, conform unui studiu realizat de Centrului Național de Cercetare Științifică (CNRS) pe baza unui set de date care acoperă perioada 1971-2000. În 2020, Météo-France publică o tipologie a climatului pentru Franța metropolitană, în care comuna se află într-o zonă de tranziție între climatul oceanic și climatul continental și este inclusă în regiunea climatică Lorraine, plateau de Langres, Morvan. Această regiune se caracterizează printr-o iarnă aspră (1,5 °C), vânturi moderate și ceață frecventă toamna și iarna.
Pentru perioada 1971-2000, temperatura medie anuală este de 9,8 °C, cu o amplitudine termică anuală de 17,1 °C. Cumulul anual mediu de precipitații este de 952 mm, cu 12,7 zile de precipitații în ianuarie și 9,6 zile în iulie. Pentru perioada 1991-2020, temperatura medie anuală observată la stația meteorologică Météo-France cea mai apropiată, „Lignéville”, situată în comuna Lignéville la 11 km în linie dreaptă, este de 10,3 °C și cumulul anual mediu de precipitații este de 856,3 mm. Temperatura maximă înregistrată la această stație este de 38,7 °C, atinsă pe 25 iulie 2019; temperatura minimă este de −17,5 °C, atinsă pe 20 decembrie 2009.
Parametrii climatici ai comunei au fost estimați pentru mijlocul secolului (2041-2070) conform diferitelor scenarii de emisie de gaze cu efect de seră, bazate pe noile proiecții climatice de referință DRIAS-2020. Aceștia pot fi consultați pe un site dedicat publicat de Météo-France în noiembrie 2022.

## Urbanism

### Tipologie
La 1 ianuarie 2024, Darney este clasificată drept oraș rural, conform noii grile comunale de densitate pe șapte nivele definită de INSEE (Institutul Național de Statistică și Studii Economice) în 2022. Este situată în afara unităților urbane și în afara zonei metropolitane a orașelor.

### Utilizarea terenului
Ocuparea terenurilor în comună, conform bazei de date europene privind ocuparea biogeografică a terenurilor Corine Land Cover (CLC), este dominată de păduri și medii semi-naturale (60,8% în 2018), o proporție identică cu cea din 1990 (60,8%). Distribuția detaliată în 2018 este următoarea: păduri (60,8%), pajiști (19,4%), zone urbanizate (11,5%) și zone agricole eterogene (8,3%). Evoluția ocupării terenurilor în comună și a infrastructurilor sale poate fi observată pe diferitele reprezentări cartografice ale teritoriului: harta Cassini (secolul XVIII), harta de stat-major (1820-1866) și hărțile sau fotografiile aeriene ale IGN pentru perioada actuală (1950 până în prezent).

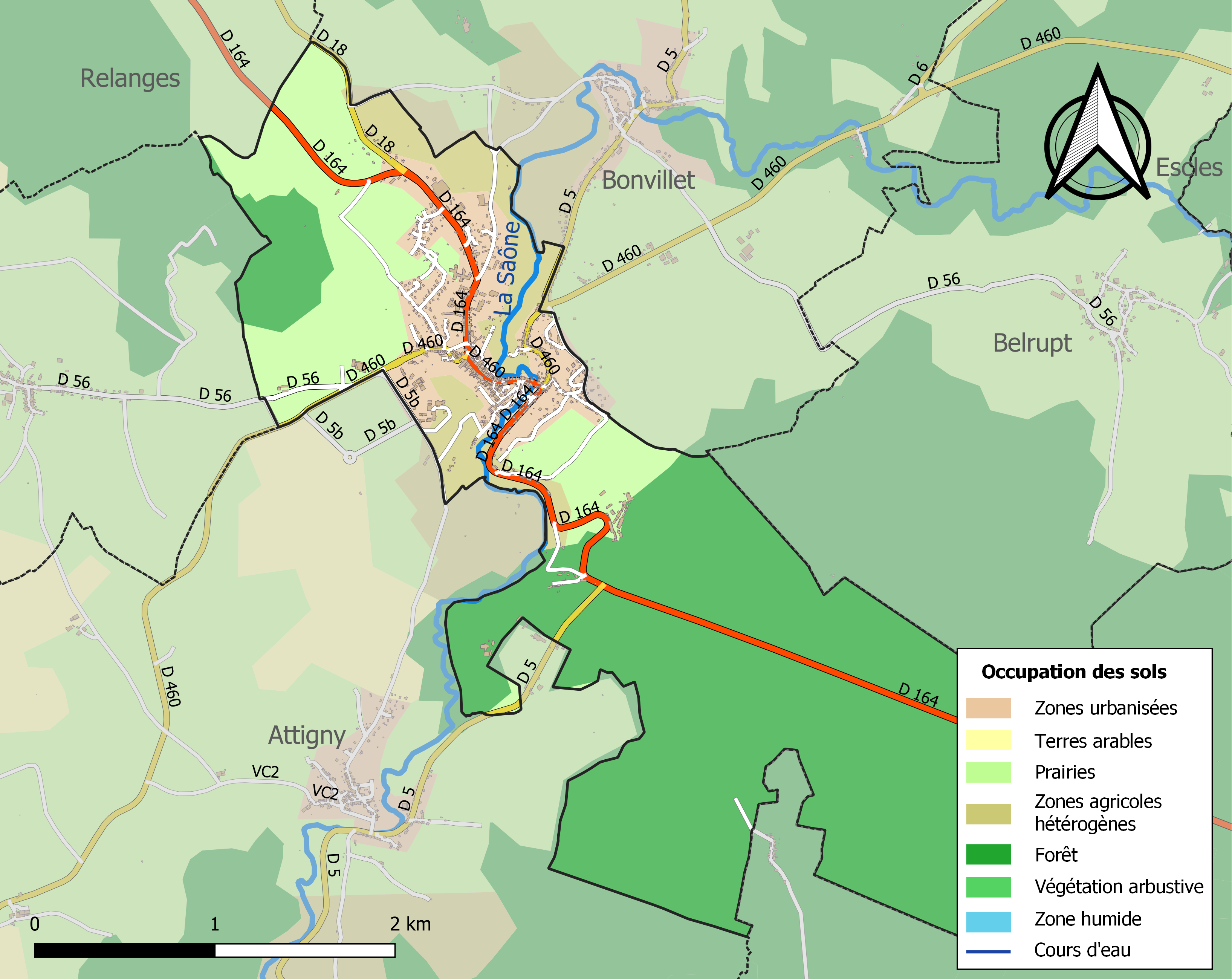
Harta infrastructurii și utilizării terenului a comunei în 2018 (CLC).

## Toponimie
Darney este atestat sub următoarele forme: Darneio în 1050; Darneiaco în 1052; Darnei în 1138; Darnei, Darney în 1220; Darné în 1226; Dargney în 1248; Darny lou Chasteil în 1290; Darnayo în 1325; Darnei în 1338; Derney în 1427; Darney en Vosges în 1735; Darnay en Vosges în 1749.
Albert Dauzat sugerează o denumire originară *Darniacum, bazată pe un nume de om galo-roman *Darnos, derivat dintr-o rădăcină galică *darn-. Acesta este urmat de sufixul -(i)acum, de origine celtică, care indică locul și proprietatea. Denumirile tranzitorii Darney le Château și Darney en Vosges nu s-au menținut. Formele latinizate de tipul Darneio (Darneium) sunt latinizații greșite ale clericilor, necunoscători ai etimologiei reale, pe baza formei de vechi franceză în -ei, așa cum se întâmplă adesea pentru toate numele în -(i)acum din domeniul oïl și franco-provencal.
Dom Calmet oferă următoarea origine pentru Darney: „Numele Darney, Darneium, așa cum este numit în registre, provine aparent de la numele Darnus, care, în scrierile de latină târzie, înseamnă un bancher, un schimbător de bani; ceea ce derivă din grecescul Danos, de unde vine Danistes sau Danista, un bancher. Există și alte locuri numite Darney în Lorena și în Franța, precum Darney-aux-Chênes și Darnieulles.”. Probabil că el împrumută o parte din explicația sa din glosarul latinei medievale al lui Du Cange, omisând să menționeze că acesta din urmă emite și ipoteza unui etimon celtic.
Observație: Du Cange a asociat *darnus cu cuvântul francez *darne* (de pește). Pierre-Yves Lambert consideră că *darne* are origine galică și îl corelează cu cuvântul breton *darn*, care înseamnă „parte, câțiva”.

## Istorie
Darney este construită pe versanții unui promontoriu care domină valea râului Saône.
Oraș fortificat în Evul Mediu, flancat de turnuri și de două porți fortificate, Darney era cunoscut sub numele de „citatea celor treizeci de turnuri”. Este datorită ducelui Thiébaud II de Lorraine că s-a construit biserica parohială în 1308. Orașul a fost distrus în Evul Mediu și fortificațiile în 1634. În timpul Războiului de Treizeci de Ani, Darney a fost devastat de aliații francezilor, suedezii conduși de Bernard de Saxa-Weimar, și orașul a fost incendiat. Castelul a fost distrus în 1639, dar au rămas câteva vestigii care constituie o parte a etajului inferior al actualului castel, construit în 1725, când orașul a fost refăcut la începutul secolului al XVIII-lea.
Orașul era un prevost al cărei jurisdicție se extindea asupra a douăzeci și cinci de sate sau cătune. În 1751, Darney devine sediul unui județ complet reglementat de obiceiul Lorenei, dar localitățile care îl compuneau erau incluse fie în diocesa de Besançon, fie în diocesa de Toul. Biserica sa, dedicată sfintei Maria Magdalena, făcea parte din diocesa de Besançon. Cura era sub responsabilitatea priorului de Relanges.
Darney a fost reședință de district din 1790 până în anul III (1795), apoi a devenit reședință de canton. Din decretul nr. 2014-268 din 27 februarie 2014, care stabilește delimitarea cantonurilor în departamentul Vosges, noul canton de Darney include fostele cantonuri Darney, Dompaire, Lamarche și Monthureux-sur-Saône.
O coincidență singulară a avut loc în 1918. Într-adevăr, pădurea din Darney a atras, încă din secolul al XIV-lea, sticlarii din Boemia care au adus în Franța secretele industriei lor (blazoanele nobililor sticlari, descendenți ai acestor familii venite din Boemia la cererea ducilor de Lorena, decorează sala mare a castelului actual). Darney a fost, de asemenea, în timpul Primului Război Mondial, locul de adunare al voluntarilor cehi și slovaci. La 30 iunie 1918, declarația de independență a statului cehoslovac a fost proclamată în sat; președintele francez Raymond Poincaré, în prezența lui Beneš, un oponent înverșunat al dinastiei habsburgice, a înmânat oficial drapelul său armatei cehoslovace care fusese formate și instruite în Franța. Astfel, Darney are o istorie legată de istoria cehoslovacă.
Pe 12 septembrie 1944, Darney a fost eliberat de grupul ușor al colonelului Roumiantzoff, de plutonul locotenentului Nanterre din al 501-lea regiment de tancuri de luptă, precum și de un detașament al RBFM condus de sublocotenentul Guillon, în cadrul Bătăliei de la Dompaire.

## Politică și administrație
Darney este capitala unui canton care cuprinde 21 de comune.

## Populația și societatea

### Date demografice
Evoluția numărului de locuitori este cunoscută prin recensămintele populației efectuate în comuna respectivă începând din 1793. Pentru comunele cu mai puțin de 10 000 de locuitori, un recensământ al întregii populații este realizat la fiecare cinci ani, populațiile legale pentru anii intermediari fiind estimate prin interpolare sau extrapolare. Pentru comuna respectivă, primul recensământ exhaustiv în cadrul noului dispozitiv a fost realizat în 2008.
În 2021, comuna număra 1056 locuitori, în scădere cu 6,05 % față de 2015 (Vosges: −3,05%, Franța fără Mayotte: +1,84%).
| An        | 1793 | 1821 | 1841 | 1856 | 1876 | 1886 | 1901 | 1921 | 1936 | 1962 | 1982 | 2006 | 2013 | 2021 |
| --------- | ---- | ---- | ---- | ---- | ---- | ---- | ---- | ---- | ---- | ---- | ---- | ---- | ---- | ---- |
| Populație | 1092 | 1370 | 1880 | 1860 | 1833 | 1604 | 1416 | 1240 | 1255 | 1810 | 1736 | 1254 | 1144 | 1056 |

## Cultura și patrimoniul local

### Locuri si monumente

#### Patrimoniul cehoslovac
Orașul Darney este denumit, din 1918, „sanctuarul Cehoslovaciei” și menține relații strânse cu acest nou stat, iar din 1993 cu cele două state separate, Cehia și Slovacia. Darney are mai multe locuri dedicate:
- Castelul din Darney (fosta primărie) adăpostește din 1938 Muzeul Istoric și Militar Cehoslovac, care păstrează în special declarația de independență a Cehoslovaciei. Acesta este clasat ca monument istoric prin decretul din 28 decembrie 1984[40].
- Piața Masaryk se învecinează cu casa în care președintele Tomáš Masaryk a stat în decembrie 1918. De asemenea, găzduiește monumentul dedicat eroilor orașului căzuți în războaiele din 1870-1871.
- Piața „Jumelage” (sau Piața „Înfrățirii”) a fost amenajată în 1987, în cinstea înfrățirii dintre Darney și orașul morav Slavkov u Brna, cunoscut și sub numele german de Austerlitz. Din 2001, este decorat cu un desen al castelului din Slavkov.
- Piața Václav Havel, construiă în 1993, găzduiește un zid de cărămidă roșie, parțial distrus, care evocă curajul președintelui Václav Havel în timpul anilor dificili ai Republicii Socialiste Cehoslovace. Acest monument capătă o semnificație și mai profundă când președintele ceh declară, pe 7 februarie 2002, că 30 iunie va deveni sărbătoarea oficială și anuală a forțelor armate cehe.
- Monumentul din tabăra Kléber, situat la ieșirea din Darney, pe drumul spre Monthureux-sur-Saône, este un memorial construit în memoria legionarilor din tabăra Kléber de la Darney, chiar pe locul taberei. Pe monument se poate citi: „La Darney am simțit pentru prima dată certitudinea victoriei. E. BENES 1918”. Senatorul și primarul André Barbier, consilier general, este inițiatorul ridicării unui prim monument în 1937[41][42][43], cu sprijinul moral și financiar al Consiliului General și al guvernelor francez și cehoslovac[44][45], în același an cu înființarea muzeului. Lucrările sunt coordonate de arhitectul francez Robert Danis. Monumentul este finalizat în 1939[46]. Acest monument, care a fost distrus de nemți în noiembrie 1940, a fost înlocuit cu unul nou construit în 1967-1968 de Benoît Danis, fiul primului arhitect. În fiecare an, se desfășoară o ceremonie pentru a comemora data de 29 iunie. În 2007, un vagon de epocă, similar cu cele utilizate de voluntarii cehoslovaci pentru a veni la Darney și a se îndrepta spre câmpurile de bătălie, este amplasat lângă memorial.

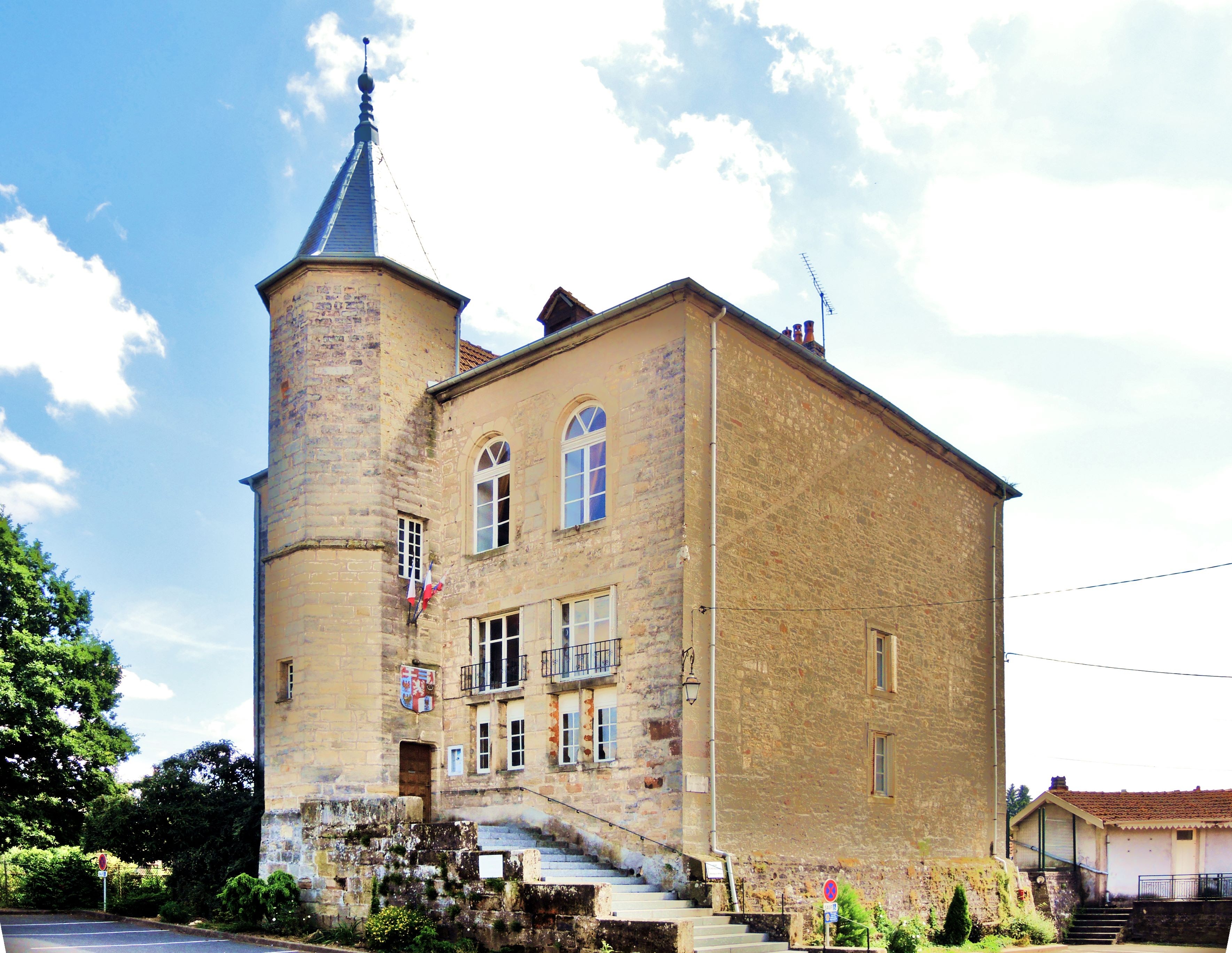
Castelul Darney
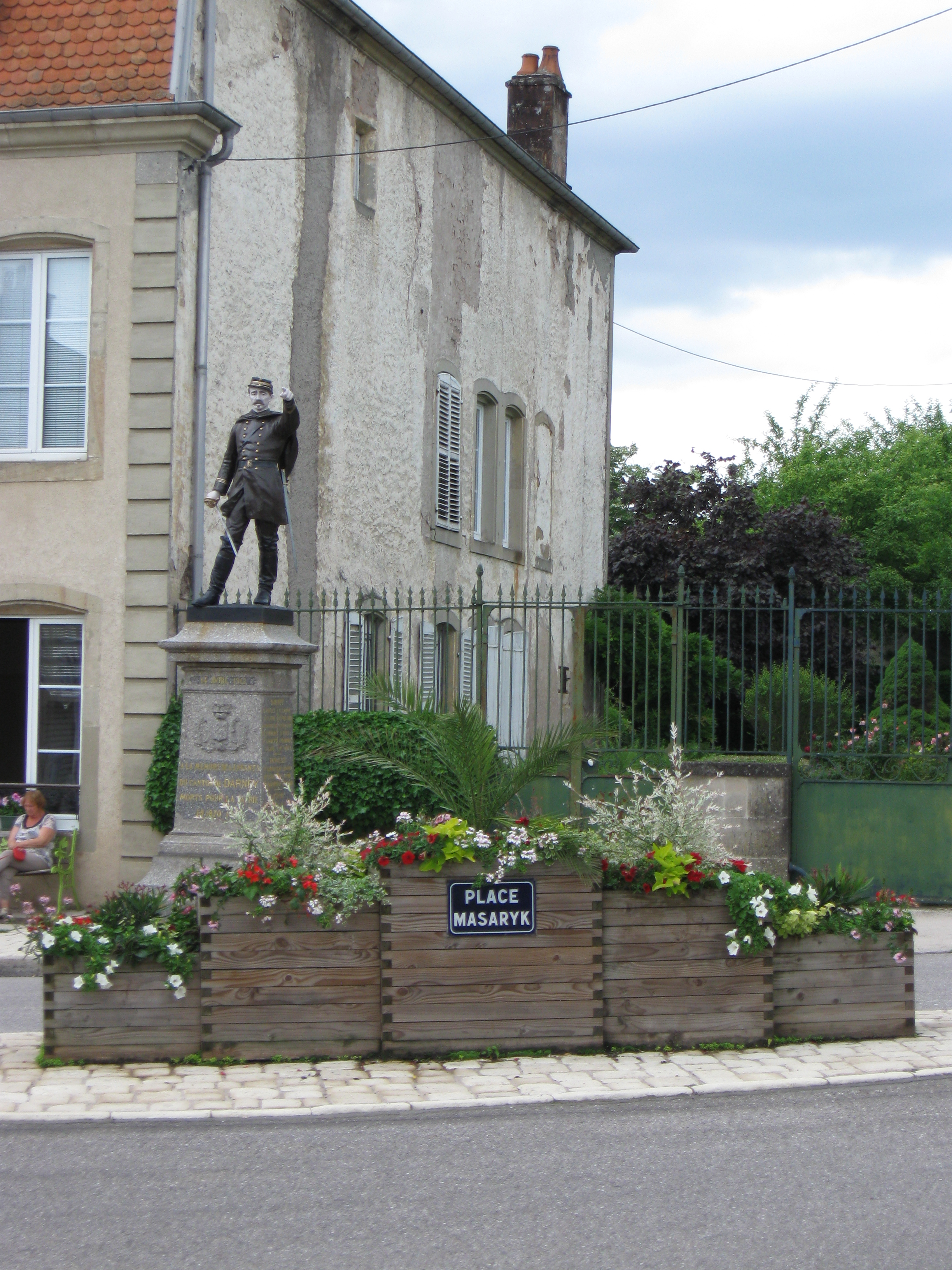
Piața Masaryk
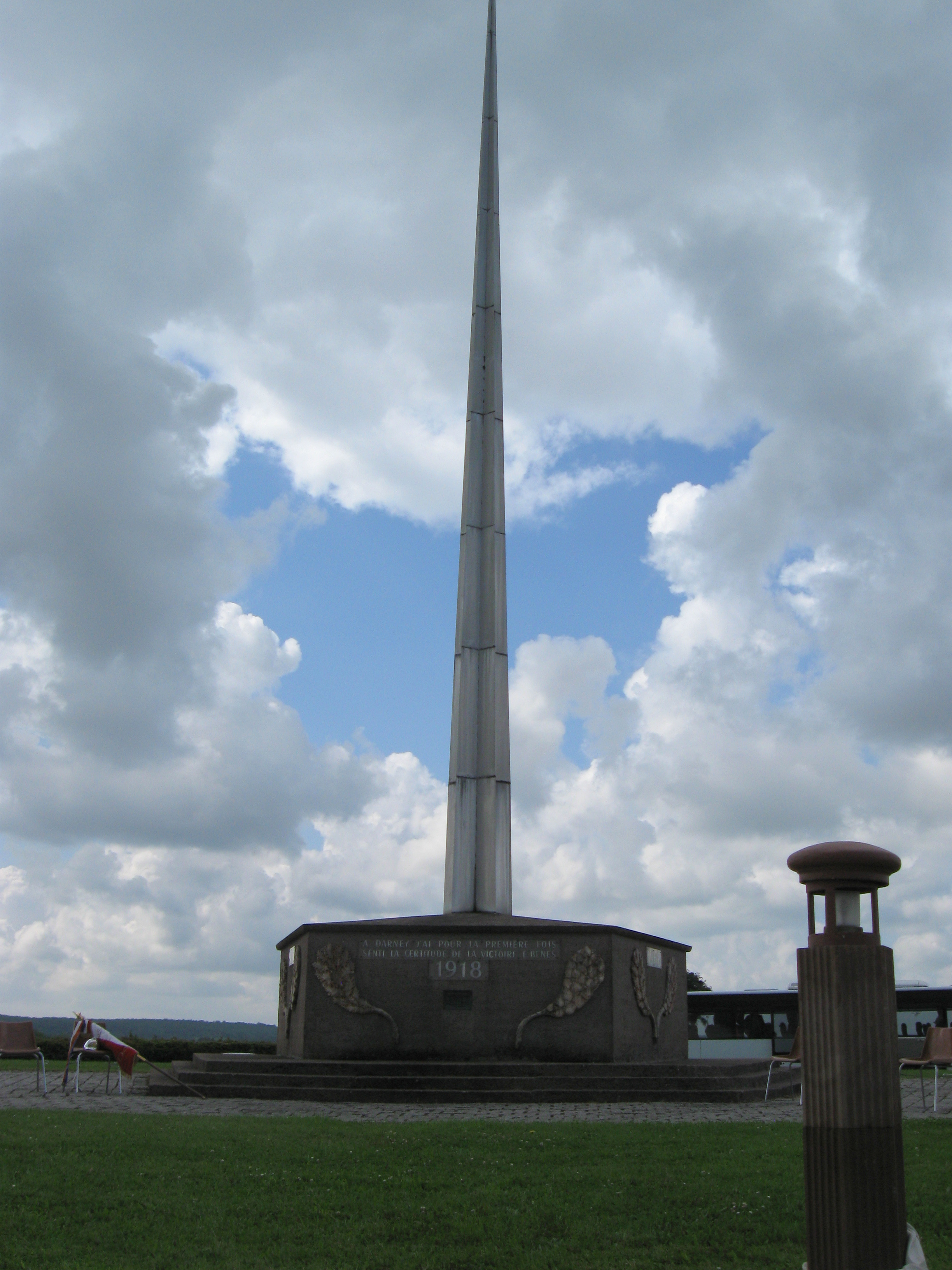
Monumentul din tabăra Kléber
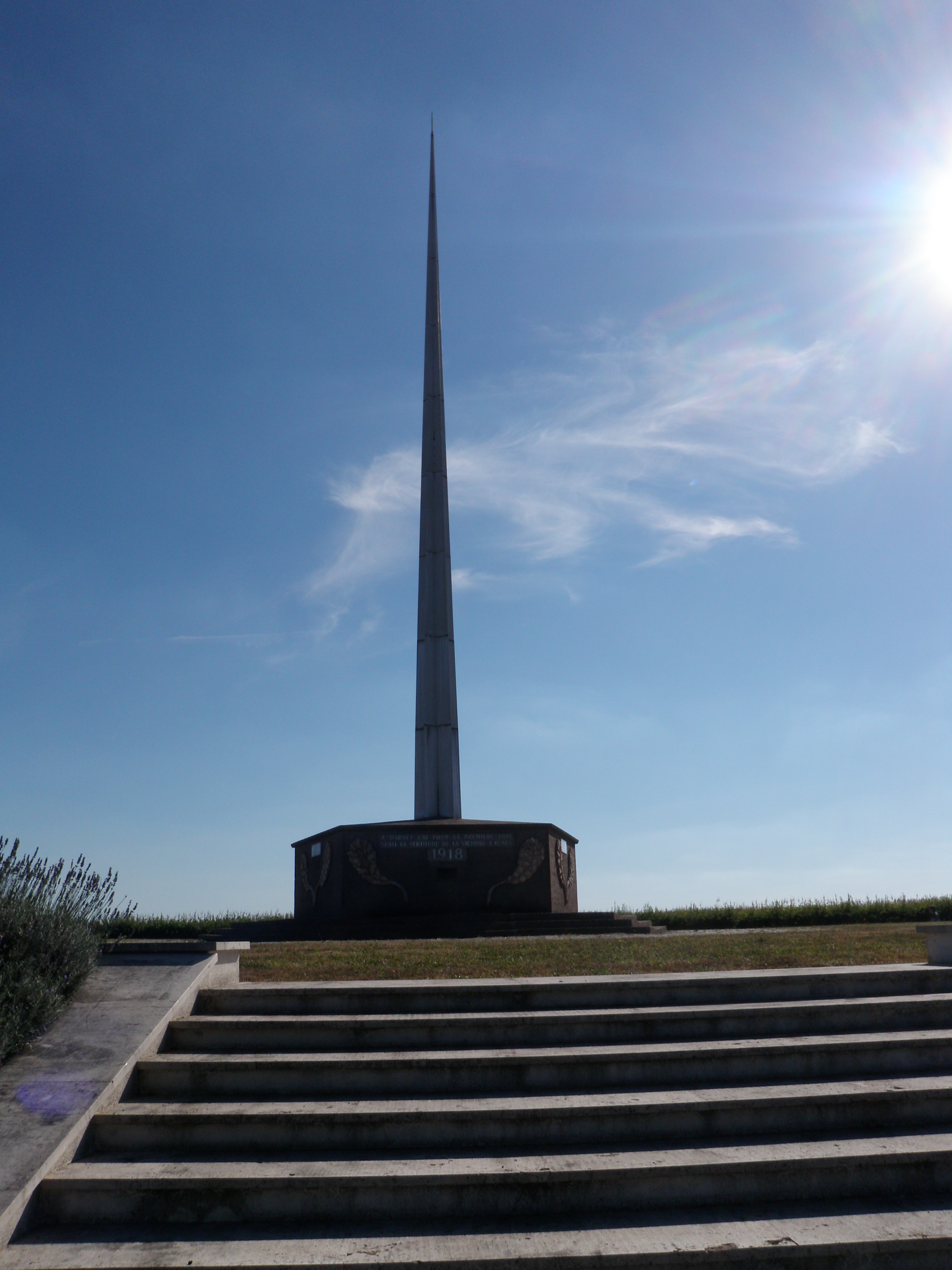
Monumentul din tabăra Kléber
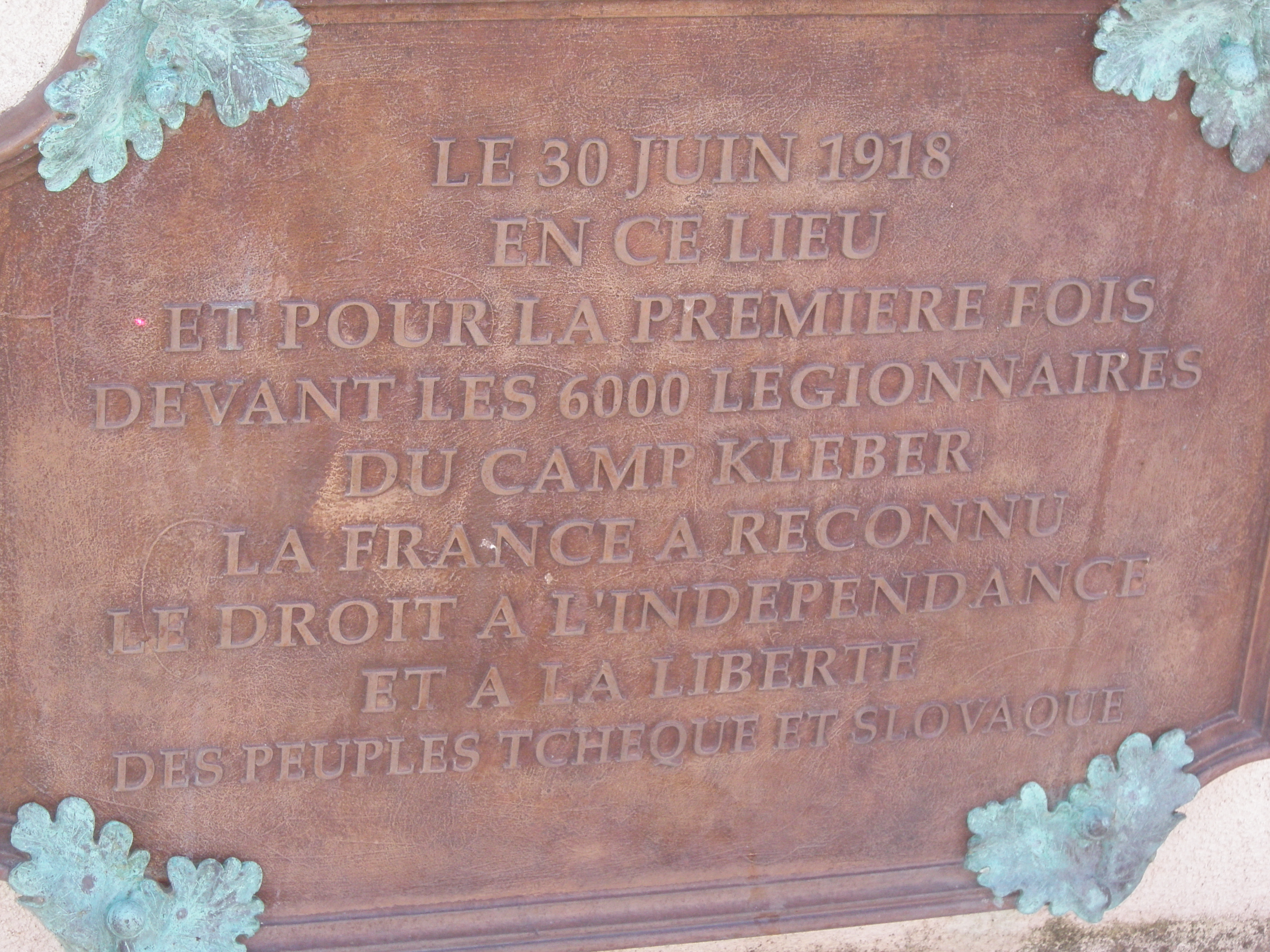
Placă comemorativă la intrarea în monumentul din tabăra Kléber
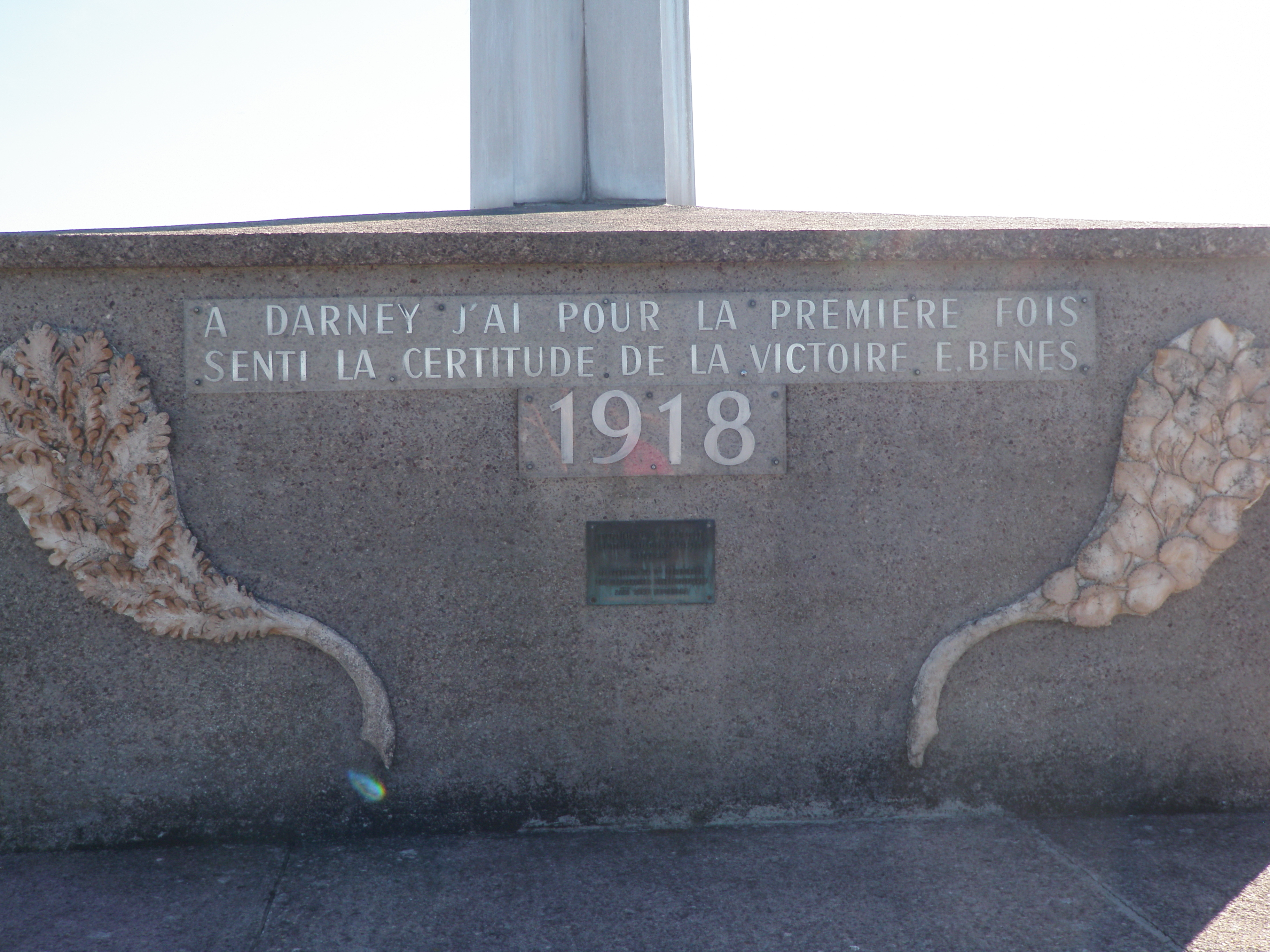
Sentință de Edouard Benès la monumentul din tabăra Kléber
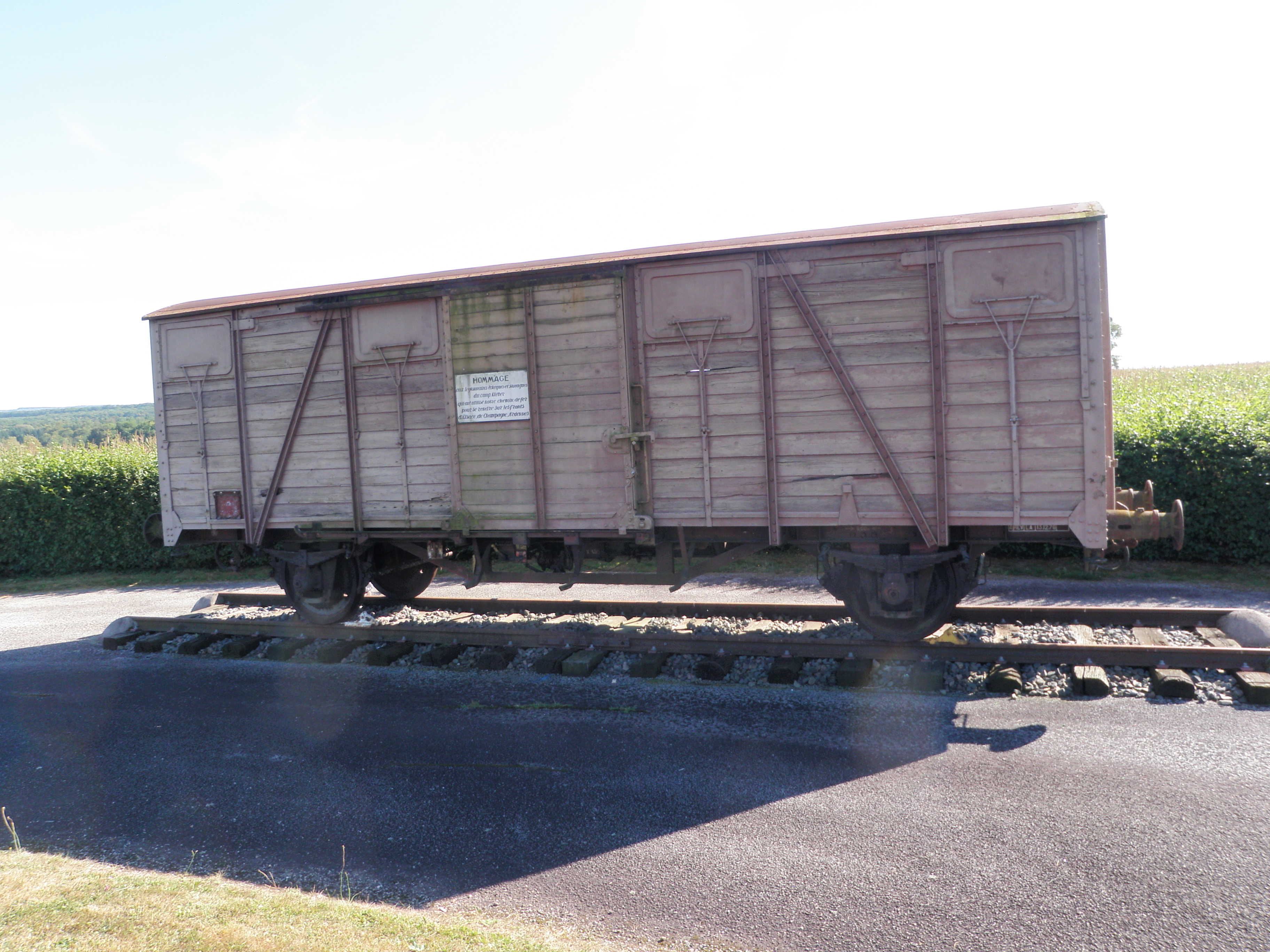
Vagon monument din tabăra Kléber
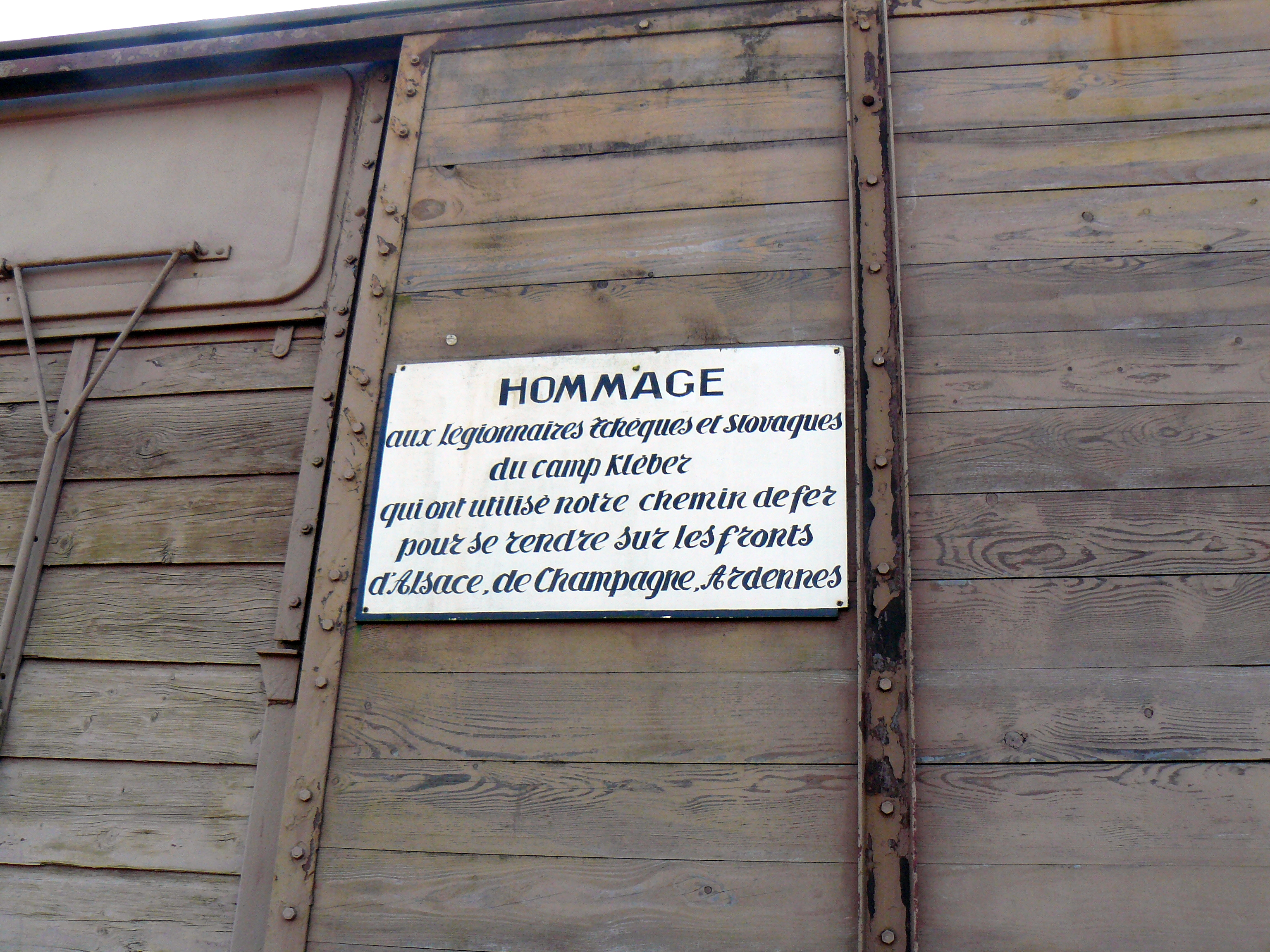
Placă pe vagon
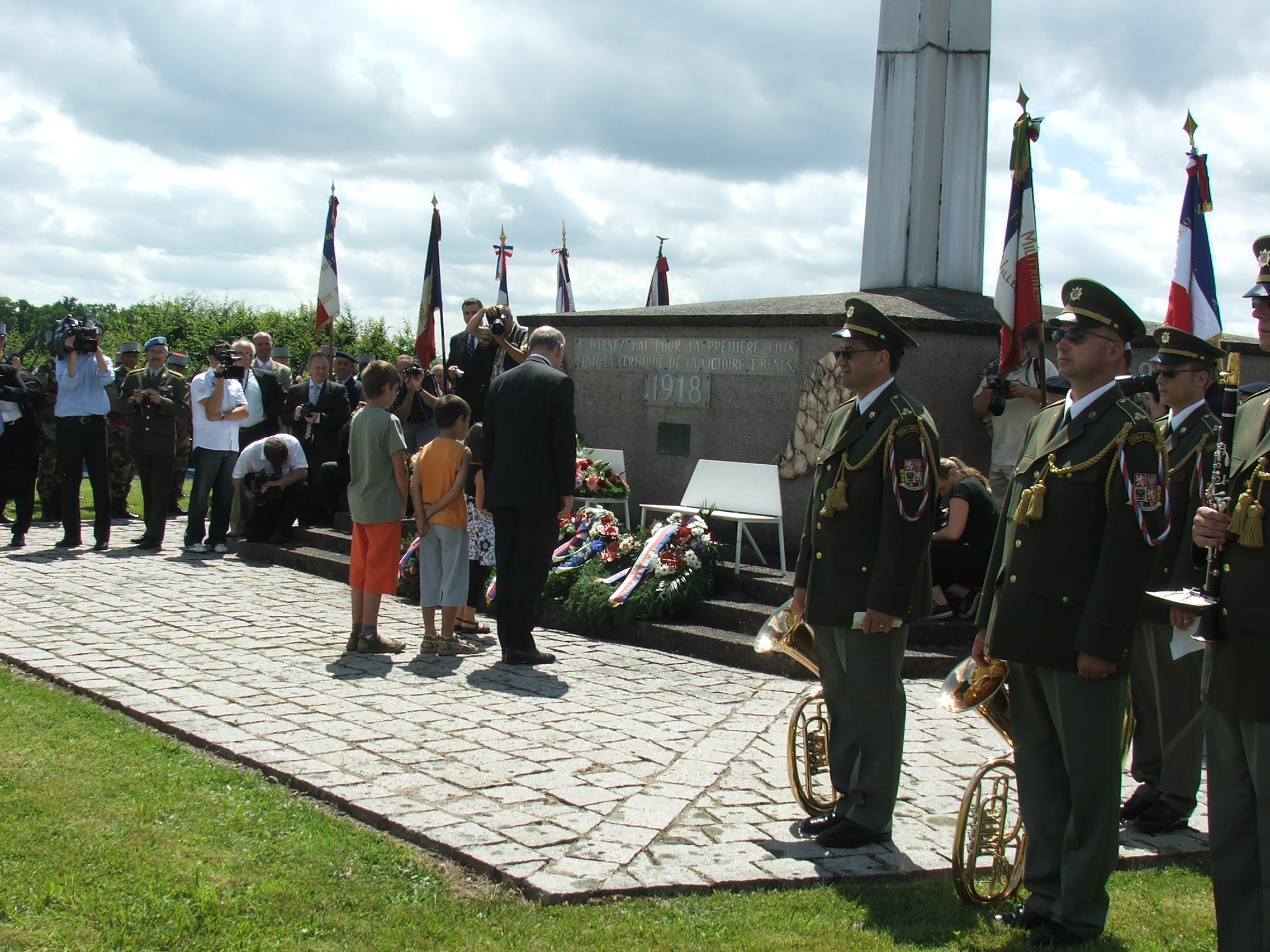
Ceremonia la memorialul din 29 iunie 2008
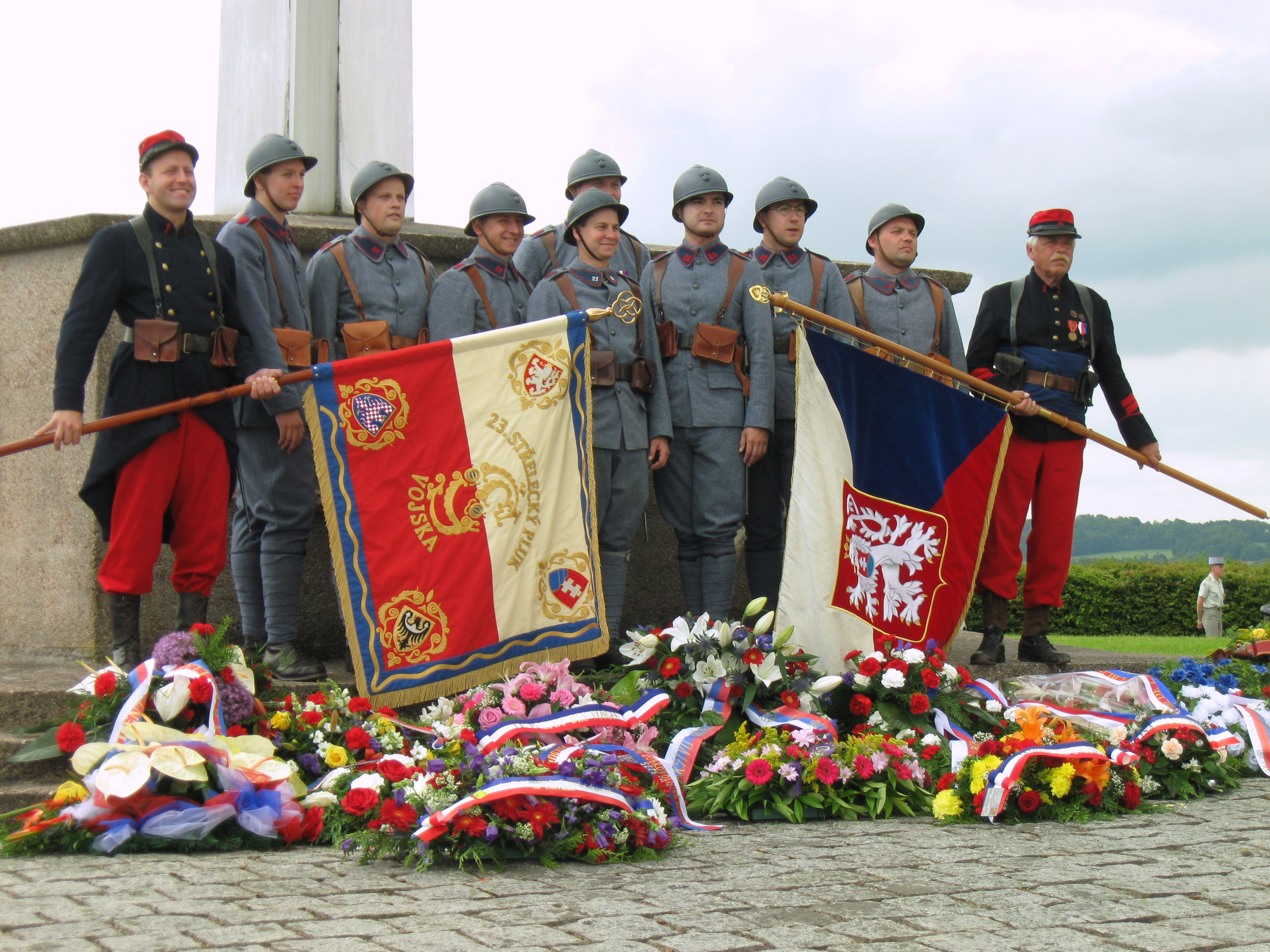
Ceremonia la memorialul din 30 iunie 2013

#### Patrimoniul religios
- Biserica Sainte-Madeleine, de stil neoclasic, a fost construită între 1768 și 1789. Este una dintre foarte puținele biserici din Franța care afișează cu mândrie pe frontonul său deviza Republicii Liberté, Égalité, Fraternité. Este clasată ca monument istoric prin decretul din 14 decembrie 1992[47].
  - Biserica Sainte-Madeleine deține mai multe obiecte clasificate: un amvon (1787/1789), scaune și panouri (secolul al XVIII-lea), și un lectern care reprezintă un vultur cu aripile desfășurate așezat pe o bilă, realizat de tâmplarul din Lamarche Jean Baptiste Gerdolle; o grilă de împărtășanie atribuită lui Jean Lamour (secolul al XVIII-lea); un clopot din bronz (1702); două statui, „Hristos legat” și „Fecioara Milostivirii” (secolul al XVI-lea); două tablouri, „Maria Magdalena căită” și „Adormirea Maicii Domnului” (secolul al XVIII-lea); o orgă (1853) realizată de Jean-Nicolas Jeanpierre[48][49][50][51][52]; și un serviciu din argint masiv oferit de familia Bresson (1825).
  - Obiectele neclasificate care sunt de asemenea remarcabile includ: un ceas mecanic (secolul al XX-lea); trei picturi cu Jeanne d’Arc (1937); vitraliile din cor (1853) și din navele laterale (1895).
- Capela Notre-Dame-de-Pitié a fost construită în 1737 în cadrul unei case de caritate fondată în 1732. Este situată pe rue de la République, aproape de podul care traversează Saône. Aceasta deține mai multe obiecte clasificate: panouri de Nicolas Gerdolle (secolul al XVIII-lea); un altar principal, un retabil și un antependium (secolele al XVIII-lea și al XIX-lea); o statuie intitulată „Prudența” (secolul al XVII-lea); o pânză cu „Sfântul Iosif și copilul Iisus” (secolele al XVII-lea și al XIX-lea); și o statuie a Fecioarei cu Pruncul (secolul al XVI-lea).
- Biserica Evanghelică Menonită.
- Cimitirul.
- Calvarul monumental de pe rue de la Gare[53], clasat în 1963 ca monument istoric[54], este realizat în stilul Louis XV, fiind sculptat în gresie de Jean Baptiste Gerdolle în 1758. Un zid în formă de arc de cerc sprijină colina din spate, iar o grilă închide monumentul în față. Un soclu stâncos, surmontat de o piramidă cu 4 trepte, formează un piedestal pentru un fel de altar sculptat. O pietà este amplasată în față, într-o mare nișă decorată și grilată; o cruce, având o coroană din fier forjat, domină întreaga structură.
- Alte calvarii:
  - O Fecioară cu Pruncul (pe rue de la Gare)
  - O cruce (la intersecția dintre drumul spre Vittel și drumul spre Rochottes)
  - Crucea Hamard (la intersecția dintre rue Lecomte și drumul spre Attigny)
  - Crucea vosgiană (pe rue de la Croix Vosgienne)
- Piața Jeanne d'Arc (la intersecția dintre rue de la République, rue de la Gare și rue Jules Ferry) cu statuia sfintei.

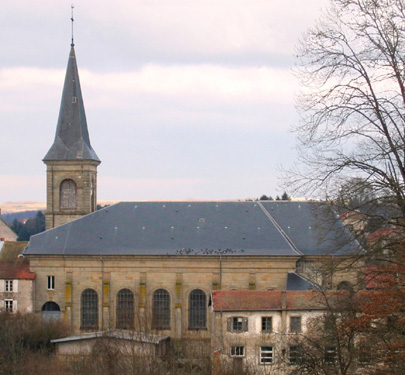
Biserica Sainte-Madeleine
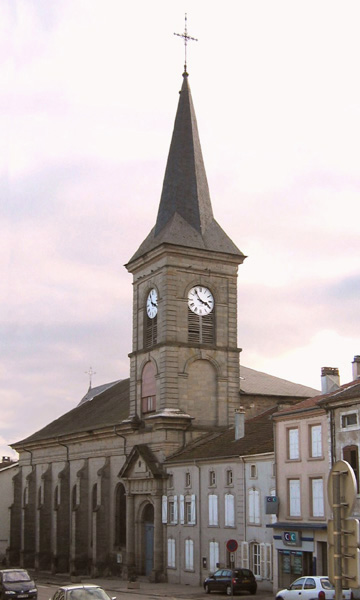
Biserica Sainte-Madeleine
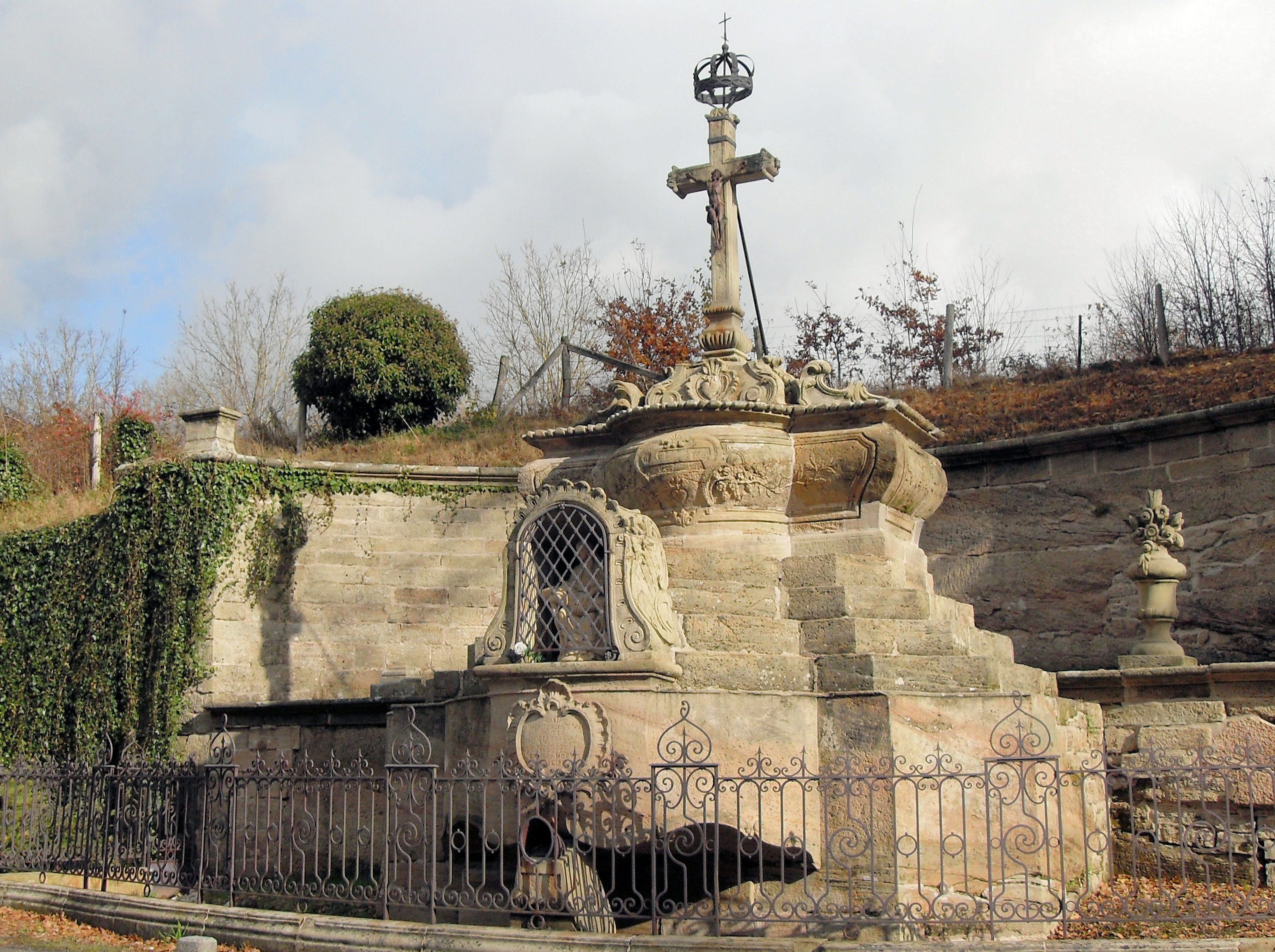
Calvarul monumental de pe rue de la Gare

#### Patrimoniul memorial militar
- Monumentul dedicat eroilor căzuți în cantonul Darney în războiul din 1870-1871[55] (situat în Place Masaryk) este compus dintr-un pilon comemorativ pe care se află o statuie a unui soldat din 1870. Pe partea frontală a pilonului sunt inscripțiile „14 avril 1912” și „À LA MÉMOIRE DES ENFANTS DU CANTON DE DARNEY MORTS POUR LA PATRIE EN 1870-1871”[n 9].
- Monumentul dedicat eroilor căzuți în războaiele din 1914-1918 și 1939-1945 (situat în Place du Champ de Foire) constă într-un pilon comemorativ cu un soldat („poilu”) din piatră în față. Inscripția „AUX ENFANTS DE DARNEY MORTS POUR LA FRANCE”[n 10] este plasată pe soclul pe care se află soldatul.
- Stela „EN SOUVENIR DE LA LIBÉRATION DE DARNEY PAR LA 2E DIVISION BLINDÉE GÉNÉRAL LECLERC LE 14 SEPTEMBRE 1944”[n 11] a fost inaugurată în 1948 în Place de la 2e DB. O bornă a jurământului de la Koufra, la km 900 în Darney, inaugurată pe 14 septembrie 2013, completează acest memorial[56].

#### Patrimoniul civil
- Satul castral care înconjoară castelul păstrează câteva vestigii ale zidurilor de apărare și turnurilor medievale.
- Primăria ocupă locul fostei mănăstiri a călugărilor recollecti[n 12], prezenți în Darney din 1735 până în 1792. Aceasta găzduiește, printre altele, un Muzeu al Preistoriei (fosta fabrică de brânzeturi)[59].
- Vechile hale: nivelul inferior are șapte arcade deschise spre rue de la République; nivelul superior este închis cu feronerie și are patru uși care dau spre rue du Château. Acest din urmă nivel găzduiește în prezent sala de festivități.
- Azilul de bătrâni (pe rue Stanislas)
- Grădinița și școala primară (pe Place du Champ de Foire) au fost construite în anii 1960 și 1970. O zonă de joacă a fost adăugată în față. Clădirile fostelor școli sunt încă în picioare; se poate vedea școala de băieți (ulterior mixtă) în spatele bisericii Sainte-Madeleine și școala de fete de-a lungul rue de la Gare, aproape de fostele abatoare.
- Fântânile construite în secolul al XIX-lea, în contextul teoriilor despre igienism:
  - Vechea fântână, pe pârâul Bois le Comte, la capătul străzii Marcarerie.
  - Fântâna de pe strada Saturnin Humblot.
- Vechele abatoare (rue de la gare).
- Fosta gară și fostq hală de mărfuri se află la sud de sat. Ele sunt situate pe fosta linie de cale ferată care lega Darnieulles (și, prin urmare, Épinal) de Jussey, în Haute-Saône. Linia și gara au fost inaugurate în 1886 de către compania de căi ferate de Est și preluate în 1938 de SNCF. Linia a fost închisă pentru traficul de pasageri în 1951 și, ulterior, definitiv pentru traficul de mărfuri în 1973.
- Darney este renumită pentru fabricarea de tacâmuri[60].
- Casa de arhitect la 25 rue Jules Ferry.

#### Centrul de animație preistorie
Este un arheosite situat în clădirile unei foste lăptării. Centrul a realizat reconstituiri de unelte și de locuințe neolitice, atât în interior, cât și în exterior.

#### Patrimoniul natural
- Parcul castelului, situat la est de acesta, este un mic loc de promenadă și relaxare situat deasupra satului fortificat.
- Pădurea Darney înconjoară orașul și comunele învecinate pe o suprafață de 15.000 de hectare[32].

### Personalități
- Jean-Baptiste Bresson (n. 15 august 1760 - d. 1832), avocat și deputat la Convenția Națională, născut la Darney. El nu a votat pentru moartea regelui.
- Damia (1889-1978), cântăreață a cărei familie este originară din Darney. Un muzeu îi este dedicat în castelul din Darney.

## Înfrățiri
- Cehia – Slavkov u Brna (Austerlitz) - din 1987
- Slovacia – Humenné